# بیلینگن
بیلینگن (به سوئدی: Billingen) یک منطقهٔ مسکونی در سوئد است که در بخش هووده واقع شده‌است. بیلینگن ۳۰۴ متر بالاتر از سطح دریا واقع شده‌است.